# Invasion from 2500
Нашествие из 2500 года — научно-фантастическая повесть Нормана Эдвардса, опубликованная издательством Monarch Books (Нью-Йорк) в 1964 году. Книга вышла в мягком переплёте, объёмом 126 страниц.
ISBN — 9780575117884, присвоенный номер ASIN — B0007FB87C.
В качестве автора книги указывается некто Норман Эдвардс. Это имя — совместный литературный псевдоним писателей-фантастов Терри Карра и Теда Уайта, использованный ими в работе над этой повестью в 1963 году.
Художник — Ральф Бриллхарт.